# Marc Amargant
Marc Amargant Sabé (* 29. Juni 1976 in Santa Maria de Palautordera) ist ein ehemaliger spanischer Handballspieler. Er war nach seiner aktiven Karriere auch als Handballtrainer und Manager tätig.

## Vereinskarriere
Marc Amargant lernte das Handballspielen in Santa Maria de Palautordera und in Granollers. Mit BM Granollers lief der 1,96 m große Rückraumspieler ab 1996 in der Liga Asobal auf. Im Sommer 2003 wechselte er gemeinsam mit seinem Mitspieler Salvador Puig nach Deutschland in die 1. Bundesliga zu Frisch Auf Göppingen. In der Bundesliga belegte er mit Frisch Auf den 14. und den 8. Platz. Nach zwei Jahren kehrte der Spanier zurück in seine Heimat zu Frigoríficos Morrazo, mit dem er am EHF-Pokal 2005/06 teilnahm. Von 2006 bis zu seinem Karriereende 2011 lief er für Naturhouse La Rioja auf, mit dem er am EHF-Pokal 2009/10 und am EHF-Pokal 2010/11 teilnahm.

## Nationalmannschaft
Mit der spanischen Jugendnationalmannschaft gewann Amargant die Goldmedaille bei der U-18-Europameisterschaft 1994. Er stand in den Jahren 1994 und 1995 bei zwölf Länderspielen im Aufgebot der juvenil selección und warf darin 16 Tore.
Am 4. Januar 1996 debütierte er in der Juniorenauswahl Spaniens. Mit ihr gewann er die Silbermedaille bei der U-20-Europameisterschaft 1996. In 16 Spielen im Jahr 1996 erzielte Amargant 20 Tore für Spaniens Juniorenteam.
In der spanischen A-Nationalmannschaft debütierte er beim 26:22 gegen Tunesien am 28. August 2001 in Viseu. Wenige Tage später bestritt er bei den Mittelmeerspielen in Tunesien, wo Spanien den 4. Platz belegte, drei weitere Länderspiele, in denen er sechs Tore erzielte.

## Trainer und Manager
Bereits während seiner Zeit in Granollers betreute Amargant zwischen 1997 und 2003 Mannschaften im Nachwuchsbereich. Ab 2011 war er Trainer in seiner Heimatstadt bei H. Palautordera-Salicru. Seither nimmt er am Trainingscamp von Julen Aguinagalde und Gurutz Aguinagalde teil.
Bis Januar 2023 war er als sportlicher Manager bei Club Balonmano Granollers tätig.